# Patroklo
Patroklo (grč. Πατροκλῆς, lat. Patroclus), u grčkoj mitologiji, Menetijev sin i pratitelj junaka Ahileja, s kojim je odrastao i sudjelovao u Trojanskom ratu na strani Ahejaca (Grka). Najviše se spominje u Homerovom epu Ilijadi, a likovna umjetnost ga često prikazuje u Ahilejevom društvu. Neke grčke priče ga spominju i kao Ahilejevog ljubavnika. Kao mladića ga je u Trojanski rat pozvao itački kralj Odisej. Smrtno je stradao u dvoboju s vođom trojanske vojske Hektorom, nakon što je obukao Ahilejev oklop i oružje i sudjelovao u borbi. Zbog Patroklove smrti Ahilej se odrekao srdžbe prema zapovjedniku ahejske vojske Agamemnonu te se vratio se u Trojanski rat u kojem je smaknuo Hektora.